# سجن مارشالسي

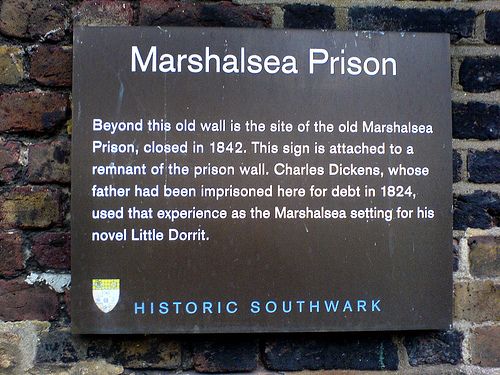
لوحة على الجدار الوحيد المتبقي، 2007

مارشالسي (1373-1842) كان أحد السجون سيئة السمعة في ساوثوارك، شوري (الآن في لندن)، الواقعة إلى الجنوب من نهر التايمز.ضمَّ مجموعة متنوعة من السجناء على مر القرون، بما في ذلك الرجال المتهمين بارتكاب جرائم في البحر والشخصيات السياسية المتهمة بالتحريض، ولكنه أصبح يعرف، على وجه الخصوص، بحبس الفئة من أفقر المدينين في لندن. أكثر من نصف قاطنى سجون إنجلترا في القرن ال18 كانوا في السجن بسبب الديون.
يديرها القطاع الخاص من أجل الربح، وكذلك جميع السجون الإنجليزية حتى القرن ال19، بدا مارشالسي مثل كلية أوكسبريدج ويعمل بمثابة مصدر للابتزاز.
كان المدينين في القرن ال18 الذين يمكنهم تحمل رسوم السجن حبث يمكنهم العمل في بار، أو متجر أومطعم، والإبقاء على امتياز للسماح لهم بالخروج خلال اليوم، مما يعطيهم فرصة لكسب المال للدائنين. تم حشر الجميع في واحدة من تسع غرف صغيرة مع عشرات آخرين، وربما لسنوات لأكثر تواضعا من الديون، مما أدى إلى زيادة رسوم السجن غير المسددة بالإضافة إلى الدين المتراكم. أفقر مجاعة، تمت مواجهتها إذا عبرها المسجونين، إلى التعذيب بالقلنسوة ولولب إبهامي. وذكرت لجنة برلمانية في عام 1729 أن 300 من السجناء قضوا جوعا في غضون فترة ثلاثة أشهر، وأن ثمانية إلى عشرة كانوا يموتون كل عدة ساعات في الطقس الحار.
أصبح السجن معروفا في جميع أنحاء العالم في القرن ال19 من خلال كتابات الروائي الإنجليزي تشارلز ديكنز، الذي تم إرسال والده إلى هناك في عام 1824، عندما كان ديكنز في 12، وفاء لدين الأب لخباز. اضطر نتيجة لذلك إلى ترك المدرسة للعمل في مصنع، خصص ديكنز العديد من شخصياته على خبرته، وعلى الأخص ايمي دوريت، التي كان والدها في مارشالسي وفاء لديون معقدة.
وقد تم هدم جزء كبير من السجن في 1870، بالرغم من أن أجزاءا منه كانت تستخدم كمحلات وغرف في القرن 20th
مكتبة محلية هي الباقية الآن على الموقع. كل ما تبقى من مارشالسي هو جدار من الطوب الطويلة التي تميز حدودها الجنوبية، وجود ما يسمى ديكنز «أشباح الازدحام العديد من سنوات بائسة» ذكر فقط عن طريق لوحة من المجلس المحلي. «ذهب [I] ر الآن»، كما كتب، «والعالم لا شيء أسوأ من دونها.»

## الخلفية

### أصل التسمية، محكمة مارشالسي

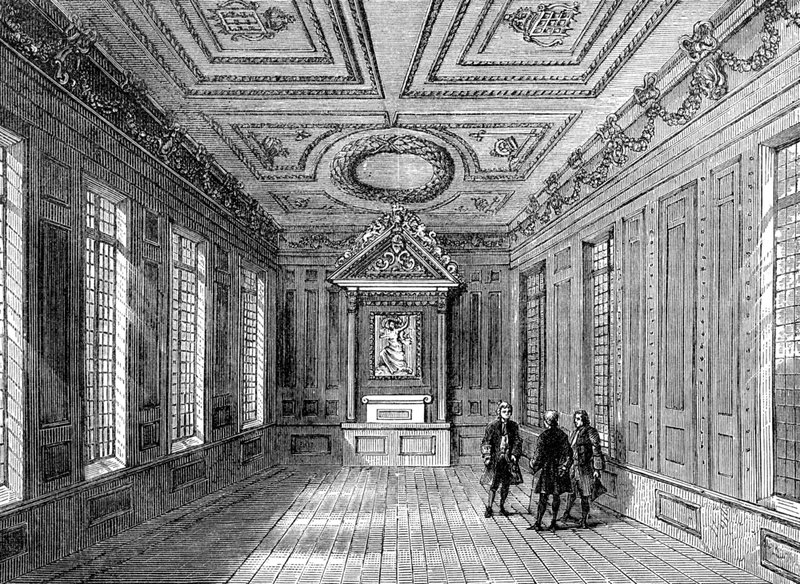
داخل المحكمة مارشالسي، 1800، جزء من السجن.

مارشالسي  أو المارشالية المشار إليها من مكتب المارشال، المشتقة من اللفظة الأنجلو فرنسية  mareschalcie .  التي تشير  إلى المعنى بيطار، من الجرمانية القديمة "" marh "" (الحصان) وscalc (خادم)، في وقت لاحق عنوان أنعم على تلك الفئة التي تترأس ا لمحاكم الأوربية في القرون الوسطى.
كان مارشالسي في الأصل اسم محكمة مارشالسي. بني السجن لاحتجاز سجناء يمثلون أمام هذه المحكمة ومحكمة مجلس الملك، حبث أحكام مارشالسي يمكن الإستئناف فيها. كما سميت محكمة الصولجان كانت محكمة مارشالسي من أسر ملوك إنجلترا ولاية الأسرة المالكة التي ظهرت في جميع أنحاء 1290 ويخضع أفراد الأسرة الذين يعيشون ضمن سيطرة الملك، يعرف بأنه داخل 12 ميل (19 كـم) من شخص الملك. من 1530-1698 كان هذا عادة في غضون 12 ميلا من قصر وايت هول، المقر الرئيسي للعائلة المالكة، ولكن محكمة مارشالسي كانت محكمة طوارئ التي انتقلت في جميع أنحاء البلاد مع الملك، وتعاملت مع التعدي على ممتلكات الغير والاحتقار والدين. على نحو متزايد حيث جاءت ليكون استخدامها من قبل أشخاص لا علاقة لهم بالأسرة المالكة.

### ساوثوورك
ساوثوورك تم إنشاؤها من قبل الرومان حوالي 43 م. وكانت بمثابة نقطة دخول إلى لندن من جنوب إنجلترا، خاصة على طول شارع وتلينغ، الطريق الروماني من كانتربري. هذا يؤدى إلى ما هو الآن في ساوث بورو هاى ستريت وهناك من الشمال إلى جسر لندن القديم. المنطقة أصبحت معروفة للمسافرين حيث الإستراحات بما في ذلك جيفري تشوسر نزل الطبرد. تجلب معهم السكان المتجولين والفقراء والعاهرات، صيادو الدببة والمسارح المتجولة (بما في ذلك مسرح شكسبير ومسرح غلوب) و، لا محالة، فإن السجون. في عام 1796 كانت خمسة سجون في ساوث وهى سجون سيئة السمعة، مقعد الملك، سجن بورو، الأسد الأبيض ومارشالسي بالمقارنة مع 18 سجنا في لندن ككل.

### السجون في إنجلترا
لم ينظر إلى السجون في انكلترا، حتى القرن ال19 كعقاب في حد ذاته فيما عدا الجرائم البسيطة مثل التشرد. السجون ببساطة تحتفظ بالناس حتى يكون الدائنون قد إستوفو أموالهم أو مصيرهم يقرره القضاة؛ وتضمنت خيارات تنفيذ (انتهى 1964) والجلد (1962)، والأسهم (1872)، وآلة خشبية للتعذيب (1830)، وكراسي التغطيس (1817)، والانضمام إلى الجيش، أو نقل العقوبات إلى أمريكا أو أستراليا (1867). في عام 1774 كان هناك أكثر من مجرد 4000 سجينا في بريطانيا، نصفهم من المدينين، التي يبلغ عدد سكانها ستة ملايين. (في عام 2010 كان هناك أكثر من 85000 سجين في إنجلترا وويلز التي يبلغ عدد سكانها 56 مليونا.)

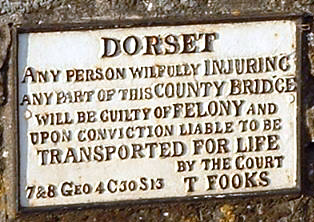
ملحوظة لا تزال موجودة على جسر في دورست تحذر أي شخص حيث أن الإضرار بها قد يكون عرضة للمحاكمة والخضوع النقل العقوبات.

قبل إعلان الاستقلال الأمريكي في عام 1776، نقلت بريطانيا 30000 من المساجين المدانين إلى المستعمرات الأمريكية بين 1719 و1772. بعد ذلك تم احتجاز السجناء في سفن مهجورة تسمى سفن السجن، الراسية في نهر التايمز وعلى بليموث وبورتسموث. في عام 1787 بدأت عملية نقل المحكومين المدانين في استراليا، التي شهدت نقل عدد 164,000 من الرجال والنساء على 806 من السفن بين ذلك الوقت و1867. . إلى العديد من السجون التي قامت الحكومة المركزية ببتاءها خلال تلك الفترة ظل المدانين في انتظار وسائل النقل، وعلى الأخص ميلبنك (بني في 1816)، وأيضا بارك هيرست (1838)، بينتونفيل (1842)، بورتلاند (1848)، بورتسموث (1850) وكاتهام (1856).
المؤرخ راندل ماكجون كتب أن التناقض بين السجون في القرن 18 وفي وقت متأخر من القرن 19 كان صارخا. السجون في القرن الثامن عشر كانت مكانا فعالا للمبيت، تفتقر إلى الصيانة، وغالبا ما تكون قذرة، وربما تتكون من بضع غرف في قبو. قبل قانون جولز 1823، ثم قانون السجون من 1835 وعام 1877، التي كانت تدار من قبل الأسرة المالكة، والأرستقراطية والأساقفة، وعندما عهد بها الترشح للربح من قبل أفرادا قاموا بشراء الحق في الإدارة وكسب المال منها.
كان السجناء عليهم دفع الإيجار، وإطعام وكسوة أنفسهم، في سجون أكبر، كان عليهم فرش غرفهم. وإذاعثر على رجل واحد غير مذنب في المحاكمة في 1669 لم يتم الإفراج عنه لأنه يتوجب عليه سداد الرسوم المستحقة للسجن من احتجازه قبل المحاكمة، وهو موقف دعمه القاضي، ماثيو هيل.
إعتمد السجانون بيع الطعام أو السماح بمساحة للآخرين لفتح المحلات التجارية. مارشالسي إمتلك العديد من المتاجر والمطاعم الصغيرة. السجناء الذين إفتقدو المال أو الدعم الخارجي واجهوا الموت جوعا.
إذا لم يزود السجن الإمدادات الغذائية إلى نزلاؤه الذين لا يملكون مالا، فإن تلك الإمدادات عادة ما يتم شراؤها بتبرعات خيرية وقد تحول التبرعات في بعض الاحيان من قبل السجانين وعادة ما تتكون من الخبز والماء مع كمية صغيرة من اللحم، أو شيئا تمت مصادرته من أماكن أخرى غير صالحة للاستهلاك البشري. أن السجانين يقومون بنقل السجناء مع الأغلال والحديد وما على شاكلته، ثم فرض رسوم على إزالتها، والمعروفة باسم «الارتفاق من الحديد» (أو «اختيار السلاسل»)؛ هذا أصبح يعرف باسم «التجارة في السلاسل.» 
جون هوارد، واحد من إصلاحي السجون المرموقين في إنجلترا، سافر في جميع أنحاء البلاد في 1770 لتفتيش السجون، من الأقبية من غرفة واحدة المعروفة جيدا. وقدم بحثه المشهور  حالة السجون في انكلترا وويلز  (1777). وفي سياق وصفه نوعية الهواء داخل السجون، كتب يقول:
في السجن المملوك من قبل أسقف الى، كتب هوارد، كان السجناء منذ عشر سنوات في وقت سابق مكبلين بالسلاسل إلى الطابق وهم مستلقون على ظهورهم، مع الياقات المعدنية حول أعناقهم والقضبان الحديدية على أرجلهم. ودوق بورتلاند كان السجن هو قبو من غرفة واحدة في تشيسترفيلد الذي يضم أربعة سجناء، مع عدم وجود القش أو ما شابه، والتي لم تنظف منذ شهور. لورد أروندل يمتلك السجن في بنزانس، حيث وجد هوارد مدينا في غرفة أبعادها 11 قدم قى 6 أقدام ارتفاع، مع نافذة صغيرة. ولم يتم فتح باب الغرفة لمدة أربعة أسابيع.

### Debt in England

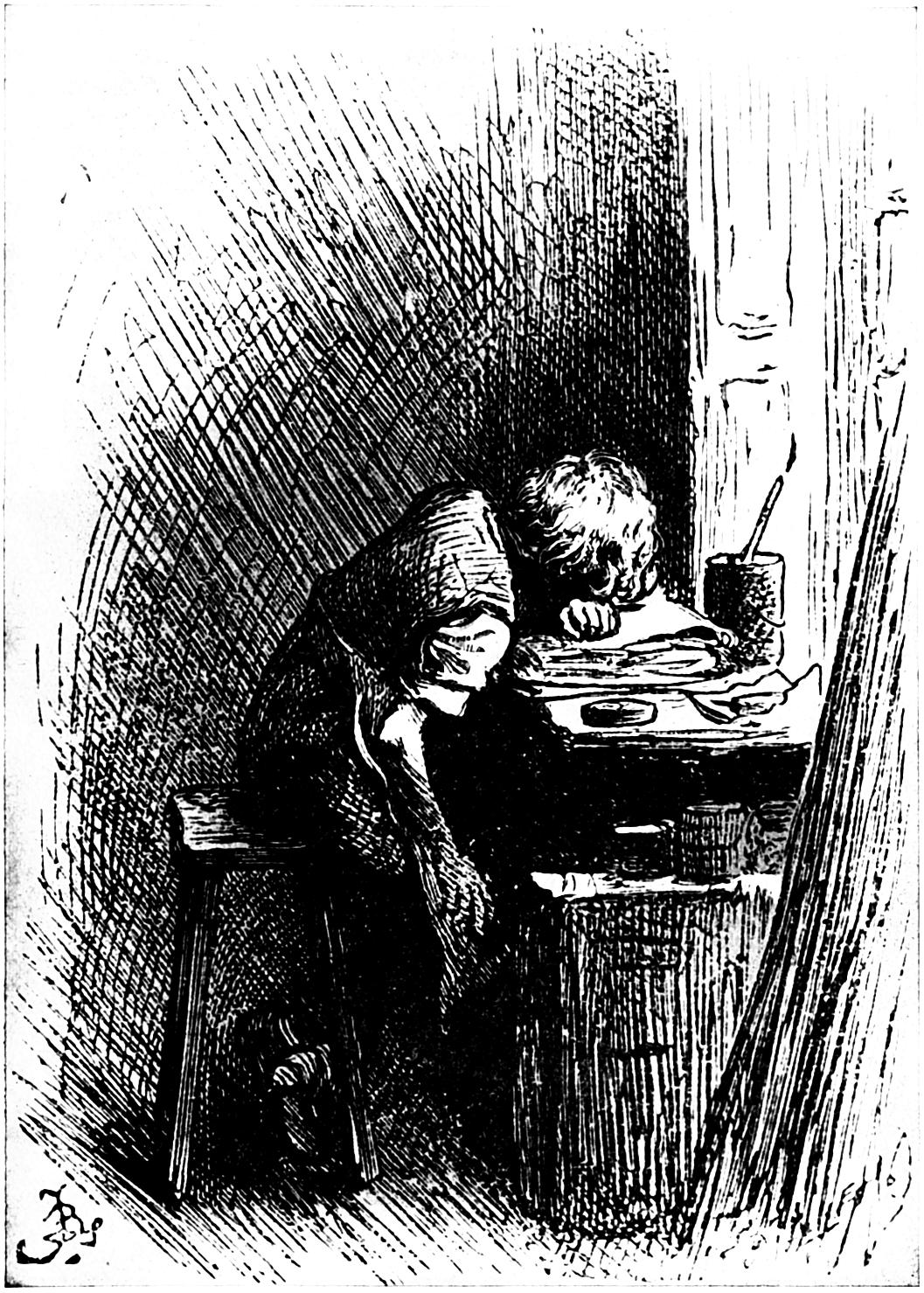
Artist's impression of تشارلز ديكنز، forced to leave school for a shoe-blacking factory when his father was sent to the Marshalsea

Before the Bankruptcy Act of 1869, debtors in England were routinely imprisoned at the pleasure of their creditors. Around 10,000 people in England and Wales were in prison for debt in 1641, often for small amounts. In the 18th century debtors comprised over half the prison population: 945 of London's 1,500 prisoners in 1779 were debtors. Other European countries had legislation limiting imprisonment for debt to one year, but debtors in England were imprisoned until their creditors were satisfied. When the Fleet Prison closed in 1842, two debtors were found to have been there for 30 years.
Prisoners would often take their families with them, which meant that entire communities sprang up inside the debtors' jails. The community created its own economy, with jailers charging for room, food, drink and furniture, or selling concessions to others, and attorneys charging fees in fruitless efforts to get the debtors out. Prisoners' families, including children, often had to find employment simply to cover the cost of the imprisonment.
Legislation began to address the problem from 1649 onwards, but it was slow to make a difference. Helen Small writes that, under جورج الثالث ملك المملكة المتحدة (1760–1820), new legislation prevented debts of under 40 shillings leading to jail (£446 in 2014), but even the smallest debt would exceed that once lawyers' fees were added. Under the Insolvent Debtors Act 1813, debtors could request release after 14 days by taking an oath that their assets did not exceed £20, but if a creditor objected they had to stay inside. Even after years in prison, the debt remained to be paid.

## معرض صور

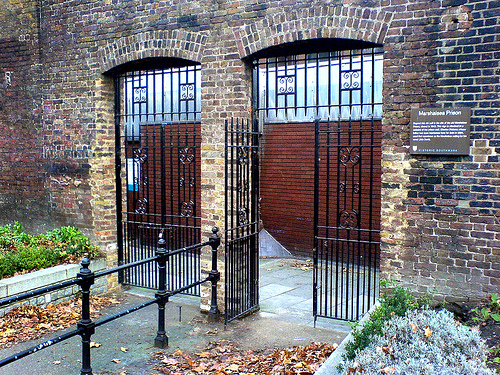
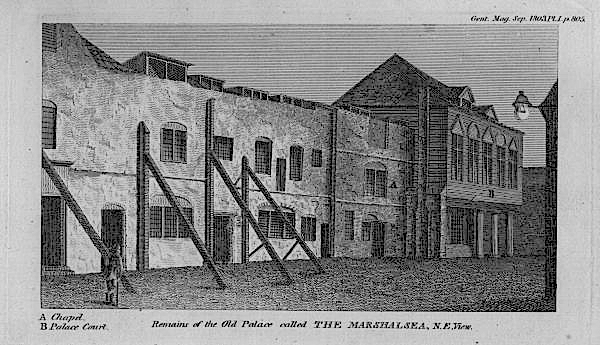
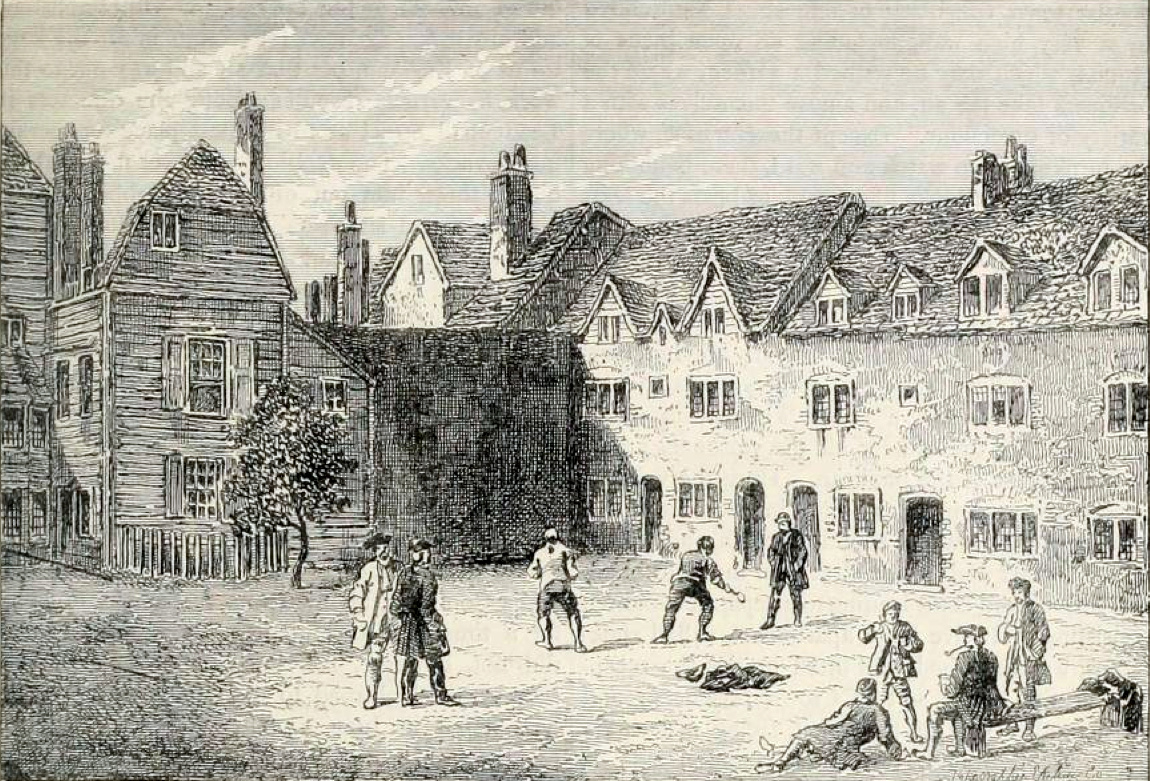
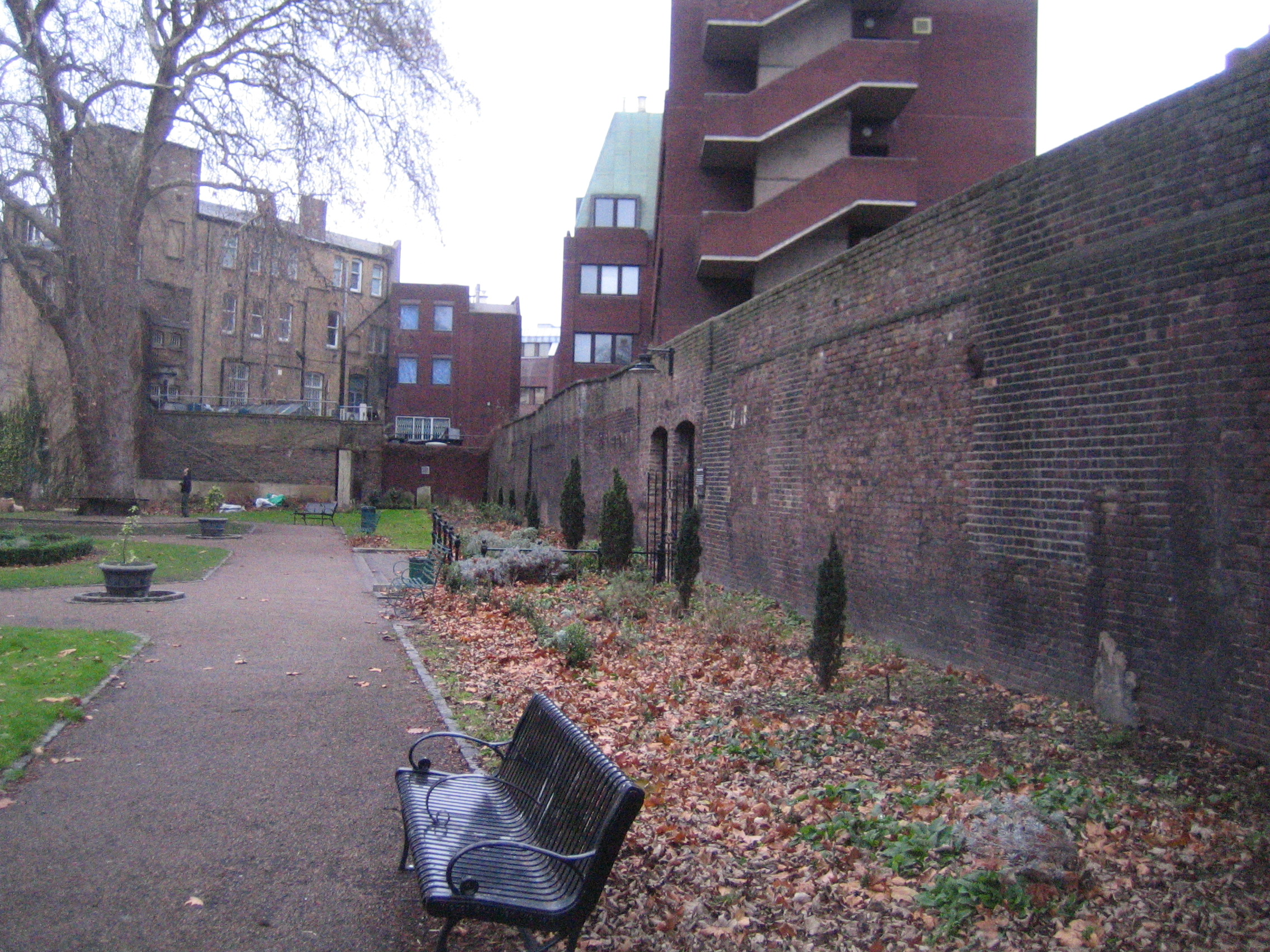
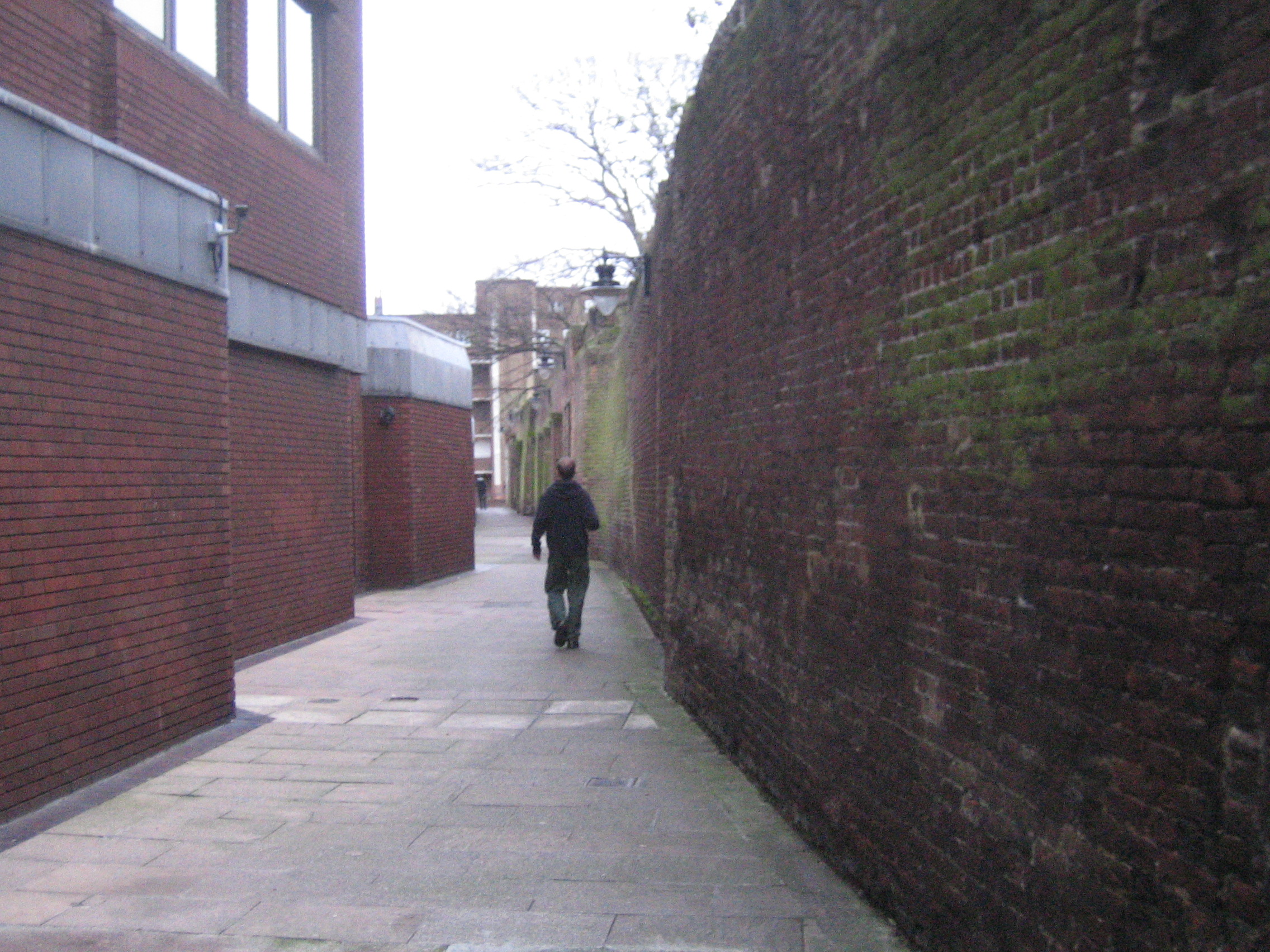